# Konrad Klapheck
Konrad Klapheck (prononcer clappe-eck), né le 10 février 1935 à Düsseldorf et mort dans la même ville le 30 juillet 2023, est un graphiste allemand, peintre, artiste et professeur d'art (émérite) à l'Académie des beaux-arts de Düsseldorf, proche du surréalisme et parfois associé au pop art. Aujourd'hui, il est considéré comme un classique de l'avant-garde d'après-guerre. 

## Biographie
Konrad Peter Cornelius Klapheck est né à Düsseldorf le 10 février 1935, fils unique des professeurs d'histoire de l'art, Richard Klapheck et Anna Klapheck. Son père, décédé quatre ans après la naissance de Konrad, a travaillé à l'Académie des beaux-arts de Düsseldorf jusqu'à ce qu'il soit renvoyé par les nazis en 1934. La mère de Konrad, Anna (née Strümpell), professeure et critique d'art morte en 1986, a également occupé une chaire d'histoire de l'art de 1952 à 1966. Pendant la guerre, Anna Klapheck s'enfuit avec Konrad chez ses grands-parents à Leipzig, où il voit la villa des grands-parents détruite par un attentat à la bombe et prendre feu. L'enfant de huit ans vit ce moment comme un spectacle captivant. 
Après la fin de la guerre, Anna et Konrad retournent à Düsseldorf en 1945, où il fréquente le Humboldt Gymnasium. En 1954, il obtient son certificat de fin d'études après une scolarité normale et s'inscrit à l'Académie des beaux-arts de Düsseldorf, où il suit les cours de dessin de Bruno Goller. Très intéressé par le surréalisme, il rend visite cette année-là à Max Ernst, qui vit alors à Paris. En 1955, par opposition à l’expressionnisme abstrait alors en vogue, il décide de peindre une machine à coudre le plus précisément possible. Sa première représentation (Typewriter, 1955) est bien accueillie par Goller, qui l'encourage à poursuivre plus loin la peinture. En 1956-1957, il séjourne à Paris. En 1958, il termine ses études et célèbre son premier grand succès avec la peinture. Il vend six tableaux à George Staempfli, qui les expose un an plus tard dans sa galerie à New York aux côtés d'œuvres d'Yves Klein, Jesús-Rafael Soto et Lucio Fontana. 
En 1960, il épouse Lilo Lang, qu'il connaît depuis l'âge de 16 ans. La même année, il rend visite au peintre Richard Oelze à Worpswede et acquiert une de ses œuvres, qui jette les bases d'une petite collection de l'artiste. Toujours en 1960, il reçoit le prix du parrainage du Grand Prix d'art de l'État de Rhénanie-du-Nord-Westphalie. Il refuse ensuite refusé tous les prix.  
En 1961, il entre en contact avec le cercle surréaliste parisien autour d'André Breton, qui écrira l'introduction de son catalogue d'exposition à la Galerie Ileana Sonnabend en 1965. Cette même année, il participe avec les surréalistes à l'exposition L'Ecart absolu. L'année suivante, il fait la connaissance du peintre belge René Magritte lors d'une de ses expositions. Lors d'une autre rencontre, Klapheck présente à Magritte une sélection de son travail. Magritte critique les fonds des œuvres qu'il a apportées avec lui, petits fonds de pierre que Magritte trouve trop « pittoresques ». La même année, la fille de Klapheck, Elisa Klapheck, nait. Trois ans plus tard, le couple Klapheck a un deuxième enfant, David. En 1965, Klapheck expose pour la première fois dans une exposition personnelle à Paris, où en 1956 sa demande d'admission à l'école nationale supérieure des beaux-arts a été rejetée. L'actualité de ses œuvres est confirmée en 1970 par le nouveau style de l'hyperréalisme.   
En 1979, l'intérêt pour de nouveaux styles tels que la « peinture sauvage » repousse temporairement le style de peinture de Klapheck à l'arrière-plan. Jusqu'en 1997, il peint exclusivement des machines et objets domestiques dans les tableaux que leurs titres connotent d'une portée symbolique. Entre 1997 et 2002, il devient professeur de peinture libre à l'Académie des beaux-arts de Düsseldorf. De 1992 à 2002, il dépeint des collègues, des amis et des célébrités de la scène artistique internationale. Il peint des femmes et des hommes, noir sur blanc, en pied et aux attributs insolites. Une sélection est publiée sous forme de livre en 2002 par Verlag Schirmer Mosel, Munich.  
En 1974, le musée Boymans-Van Beuningen de Rotterdam lui consacre une première rétrospective, reprise à Bruxelles puis Düsseldorf jusqu'en 1975. Une seconde rétrospective a lieu à la Kunsthalle de Hambourg, puis à la Kunsthalle de Tübingen et à la Staatgalerie du Münich en 1984.  
De 1997 à 2016, il introduit la figure humaine dans des tableaux représentant des scènes érotiques ou des concerts de jazz. 
En 2005, il est exposé au musée d'Art moderne et contemporain de Strasbourg et en 2019 au musée des Beaux-Arts de La Chaux-de-Fonds.
Konrad Klapheck meurt le 30 juillet 2023 à Düsseldorf à l'âge de 88 ans,.

## Style
Le style de peinture de Konrad Klapheck combine les caractéristiques du néoréalisme, du surréalisme et du pop art (avant même qu'il n'apparaisse comme tel) pour créer son propre style, auquel il adhère encore aujourd'hui. Depuis les années 1950, il peint des dispositifs techniques, des machines, des appareils et des objets du quotidien précis, figuratifs, souvent de grand format et apparemment réalistes, mais étrangement aliénés et recomposés pour devenir des démons, des icônes ou des monuments, comme, dans l'ordre dans lequel les thèmes apparaissent dans les œuvres de Klapheck, les machines à écrire, les machines à coudre, les robinets et les douches, les téléphones, les fers à repasser, les embauchoirs et les chaussures, les clés, les scies, les pneus de voiture, les pinces à vélo et les horloges. Les sujets du monde des machines, des appareils et des outils ont valu à l'artiste la réputation de « peintre de machines ».
Les noms ironiques ou ludiques des toiles, comme La Charmante femme chaotique, La Femme difficile, La Super-mère, La Bombe sexuelle et Sa compagne, La Violence des choses, Au temps de la violence, L'Oracle ou Les vassaux de 1986, sont également importants, transformant souvent les objets peints en personnages surréalistes. Il leur donne ainsi vie en les investissant d'une charge symbolique. Déformés, réinventés, dotés de titres leur conférant une dimension nouvelle, les objets deviennent autant de portraits de lui-même et de son temps.

## Expositions
| Année | Nom de l'exposition / Galerie                           | Lieu                                      |
| ----- | ------------------------------------------------------- | ----------------------------------------- |
| 1959  | Galerie Alfred Schmela                                  | Düsseldorf                                |
| 1960  | Galerie Arturo Schwarz                                  | Milan                                     |
| 1962  | Galerie Rudolf Zwirner                                  | Essen                                     |
| 1963  | Galerie Arturo Schwarz                                  | Milan                                     |
|       | Galerie Rudolf Zwirner                                  | Cologne                                   |
| 1964  | Haus am Lützowplatz                                     | Berlin                                    |
|       | Robert Fraser Gallery                                   | Londres                                   |
| 1965  | Galerie Ileana Sonnabend                                | Paris                                     |
|       | Palais des Beaux-Arts                                   | Bruxelles                                 |
| 1966  | Kestner-Gesellschaft                                    | Hanovre                                   |
| 1967  | Kunst-und Museumsverein                                 | Wuppertal                                 |
|       | Kunst-und Kunstgewerbeverein                            | Pforzheim                                 |
| 1968  | Galerie Arturo Schwarz                                  | Milan                                     |
| 1969  | Sidney Janis Gallery                                    | New York                                  |
| 1971  | Galerie Rudolf Zwirner                                  | Cologne                                   |
| 1972  | Galerie Arturo Schwarz                                  | Milan                                     |
|       | Galleria La Medusa                                      | Rome                                      |
| 1974  | Museum Boymans-van Beuningen                            | Rotterdam                                 |
| 1975  | Palais des Beaux-Arts                                   | Bruxelles                                 |
|       | Städtische Kunsthalle                                   | Düsseldorf                                |
| 1976  | Galerie Ernst Beyeler                                   | Bâle                                      |
|       | Jasa Fine Arts                                          | Munich                                    |
| 1977  | Galerie Rüdolf Zwirner                                  | Cologne                                   |
| 1980  | Galerie Aimé Maeght                                     | Paris                                     |
| 1984  | Galerie Thomas Levy                                     | Hambourg                                  |
| 1985  | Galerie Maeght Lelong                                   | Paris                                     |
|       | Hamburger Kunsthalle                                    | Hambourg                                  |
| 1986  | Kunsthalle                                              | Tübingen                                  |
|       | Staatsgalerie moderner Kunst                            | Munich                                    |
| 1990  | Galerie Lelong                                          | Paris                                     |
|       | Galerie Lelong                                          | Zürich                                    |
| 1991  | Wittrock Kunsthandel                                    | Düsseldorf                                |
| 1992  | Galerie Lelong                                          | Zürich                                    |
| 1993  | Galerie Lelong                                          | Paris                                     |
| 1994  | Edward Thorp                                            | New York                                  |
| 1995  | Galerie Brusberg                                        | Berlin                                    |
| 1997  | Galerie Lelong                                          | Paris                                     |
| 1998  | Galerie Lelong                                          | Zürich                                    |
| 2002  | Museum Kunst Palast                                     | Düsseldorf                                |
| 2003  | Rheinisches Landesmuseum                                | Bonn                                      |
| 2004  | Mamco - musée d´art moderne et contemporain             | Genève                                    |
| 2005  | Musée d’Art moderne et contemporain                     | Strasbourg                                |
|       | Galerie Lelong                                          | Paris                                     |
|       | « Temptation », Konrad Klapheck & Wanda Richter-Forgach | Duetart Gallery, Via San Martino, Varese  |
|       | « La maquina y yo », Sala de Exposiciones Alcala 31     | Madrid                                    |
|       | Galerie Lelong                                          | Paris                                     |
| 2006  | Kunsthalle Recklinghausen                               | Ruhrfestspiele (Allemagne)                |
| 2007  | « K.K. Paintings from 1955 to 1998 »                    | Zwirner & Wirth Gallery, New York         |
| 2008  | « Correspondances Konrad Klapheck - Gustave Moreau »    | Musée d'Orsay, Paris                      |
| 2009  | Galerie Lelong                                          | Zürich                                    |
| 2010  | « Swing, Brother, Swing »                               | Galerie Lelong, Paris                     |
| 2017  | « Derrière le rideau »                                  | Galerie Lelong, Paris                     |
| 2019  | « Venus ex machina »                                    | Musée des beaux-arts de La Chaux-de-Fonds |

Son huile sur toile Die Ehrgeizien (Les Ambitieux) (1959) est exposée dans le cadre de l'exposition Les Choses. Une histoire de la nature morte au musée du Louvre du 12 octobre 2022 au 23 janvier 2023, parmi les œuvres de l'espace nommé « Dans leur solitude ».